# Чемпионат Габона по баскетболу
Элит-лига является сильнейшей баскетбольной лигой в Габоне.

## Участники 2010-2011
- CAS 1987
- Атомик
- Атуане
- Изо
- Манга
- Олимпик
- Сомо (Либревилль)
- Стаде Маджи
- Тунгви
- Энгонг